# ВЕС Даджен
ВЕС Даджен (англ. Dudgeon Offshore Wind Farm) — британська офшорна вітроелектростанція в Північному морі біля узбережжя Англії.
Місце для розміщення ВЕС обрали на відстані 32 км від Кромер (узбережжя Північного Норфолку). Фундаменти майбутніх вітроагрегатів спорудив у 2016 році плавучий кран Oleg Strashnov. Вони включають монопалі діаметром від 7 до 7,4 метра та вагою від 800 до 1200 тон кожна, на яких закріплено перехідні елементи, що слугують опорою для башт. Монтаж власне вітрових агрегатів здійснювало, починаючи з січня 2017-го, спеціалізоване судно Sea Challenger.
Спорудження опорної основи («джекету») офшорної трансформаторної підстанції виконав плавучий кран Stanislav Yudin, тоді як надбудову з обладнанням («топсайд») встановив вже згаданий вище кран Oleg Strashnov. Підстанція піднімає напругу до 132 км, після чого продукція транспортується на берег по двом головним експортним кабелям довжиною по 38 км. Їх прокладанням займалось судно Stemat Spirit, при цьому проходження прибережної зони організували через два кабельні канали, облаштовані судном Pontra Maris. Після виходу на суходіл споруджена наземна ділянка довжиною 48 км до підстанції Swaffham, яка з'єднана з мережею під напругою 400 кВ.
Станція складається із 67 вітрових турбін компанії Siemens типу SWT-6.0-154 одиничною потужністю 6 МВт та діаметром ротора 154 метри, які змонтували на баштах висотою 110 метрів в районі з глибинами моря від 18 до 25 метрів.
Проект, спільно реалізований компаніями Statoil, Statkraft (обидві Норвегія) та Masdar (ОАЕ), повністю ввели експлуатацію у вересні 2017 року. Він коштував біля 1,5 млрд фунтів стерлінгів та повинен забезпечувати виробництво 1,7 млрд кВт-год електроенергії на рік.